# Nagyfeszültségű egyenáramú átviteli hálózat

Nagyfeszültségű egyenáramú átviteli hálózatok Európában 2008-ban
Jelmagyarázat:
Meglévő távvezeték
Építés alatt álló
Tervezett

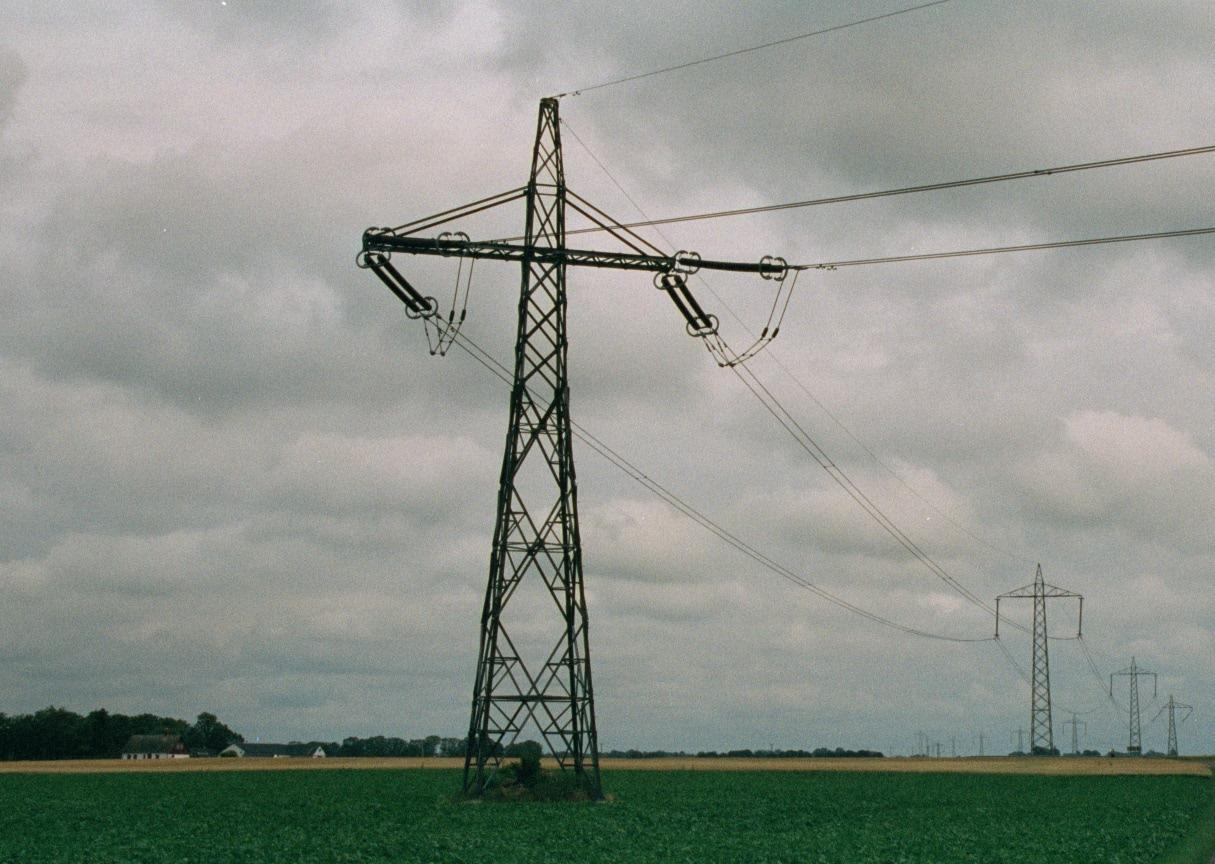
HVDC pilonok Svédországban a Baltic-cable nevű nagyfeszültségű egyenáramú átviteli hálózaton

A nagyfeszültségű egyenáramú átviteli hálózat (angol nyelven High voltage direct current power line, rövidítve HVDC, ismert még mint Power super highway) egyenáramot használ elektromos áram nagy mennyiségű átviteléhez, ellentétben a hagyományos váltakozó áramú rendszerekkel. Nagytávolságú átvitel esetén a HVDC rendszerek olcsóbbak és alacsonyabb az elektromos veszteségük a váltakozó áramú rendszerekhez képest. Víz alatti kábelek esetén a HVDC kiküszöböli a kábelek kapacitásának feltöltéséhez és kisütéséhez szükséges nagy áramokat. Rövidebb távolságokon az egyenáramú átalakítóberendezések költsége magasabb az AC rendszerekhez képest, így rövidebb távolságokon nem szorította ki az AC rendszert. 
Az egyenáramú átvitelnek további előnyei is vannak: a HVDC lehetővé teszi a nem szinkronizált váltakozó áramú átviteli rendszerek közötti energiaátvitelt. Mivel a HVDC összeköttetésen keresztüli teljesítményáram a forrás- és a fogyasztó közötti fázisszögtől függetlenül szabályozható, stabilizálhatja a hálózatot a gyors teljesítményváltozások okozta zavarok ellen. A HVDC lehetővé teszi a különböző frekvenciákon, például 50 Hz-en és 60 Hz-en futó hálózatok közötti energiaátvitelt, így javítja az egyes hálózatok stabilitását és gazdaságosságát.

## Története
A HVDC átviteli hálózatok modern formáját az 1930-as években fejlesztették ki Svédországban (ASEA) és Németországban. Az első kereskedelmi felhasználása 1951-ben Moszkva és Kashira között történt meg a Szovjetunióban, 1954-ben pedig egy 100 kV-os, 20 MW-os vezeték épült Gotland és Svédország között.
A világ második leghosszabb HVDC kapcsolata a brazil Rio Madeira összeköttetés, amely két ± 600 kV-os, 3150 MW-os két bipolból áll, amelyek összekötik Porto Velhót (Rondônia állam) Araraquara városával (São Paulo). Ennek az egyenáramú távvezetéknek a hossza 2375 km.
2016 júliusában az ABB-csoport Kínában kötött szerződést egy 1100 kV-os feszültségű, 3000 km-es és 12 GW-os teljesítménnyel rendelkező ultranagyfeszültségű (UHVDC) szárazföldi összeköttetés építésére, amely a jelenlegi világrekord feszültség, hosszúság és teljesítmény tekintetében.
A HVDC általában 100 kV és 800 kV közötti feszültséget használ, de Kínában 2019-től már 1100 kV-os feszültséggel is működtetik 3300 km hosszban, 12 GW teljesítménnyel. Ez ma a világ leghosszabb HVDC-hálózata. Ezzel a dimenzióval olyan interkontinentális kapcsolatok válnak lehetővé, amelyek segíthetnek a szélenergia és a napenergia ingadozásainak kezelésében.

## Nagyfeszültségű energiaátvitel
Az elektromos energiaátvitelhez nagyfeszültséget használnak a vezetékek ellenállása miatti energiaveszteség csökkentéséhez. Egy adott mennyiségű átvitt teljesítmény esetében a feszültség megduplázása ugyanolyan teljesítményt biztosít feleakkora áramerősség esetén. Mivel a vezetékekben elvesztett teljesítmény közvetlenül arányos az áramerősség négyzetével, a feszültség megduplázása negyedére csökkenti a vezeték ellenállása miatti veszteséget. Az átvitel során a teljesítményveszteség csökkenthető a vezető átmérőjének a növelésével, ám a nagyobb és vastagabb vezetékek nehezebbek és drágábbak, így a feszültség növelése a gazdaságosabb megoldás.
A nagyfeszültség nem használható könnyen világításhoz vagy villamos motorokhoz, így a végfelhasználói berendezéseknél csökkenteni kell az átviteli hálózat feszültségét. A transzformátorok a váltakozó áramú (AC) átviteli áramkörök feszültségszintjének megváltoztatására szolgálnak. A transzformátorokat a feszültség változtatásához alkalmazzák. A váltakozó áramú generátorok hatékonyabbak voltak, mint az egyenáramot használók. Emiatt a váltóáram 1892-ben az „áramháború” befejeztével vált dominánssá a nagyfeszültséget igénylő berendezésekben és az átviteli hálózatokban, amely az USA-ban folyt Thomas Alva Edison DC-rendszere és George Westinghouse AC-rendszere között.